# 버키 (마블 코믹스)
버키(Bucky)는 마블 코믹스에서 출간한 만화책에 등장하는 슈퍼히어로 공상 캐릭터이다. 조 사이먼과 잭 커비에 의해서 캡틴 아메리카의 사이드킥 캐릭터로서 만들어졌다. 해당 버키라는 이름으로 불린 남성 캐릭터는 버키 반스, 프레드 데이비스, 잭 먼로, 릭 존스, 리마 호스킨스가 있으며, 여성 캐릭터는 줄리아 윈터스, 리키 반스가 있다.

## 제임스 뷰캐넌 반스
제임스 뷰캐넌 반즈는 1925년 인디애나의 셸비빌에서 태어났다. 그의 아버지는 제 2차 세계대전이 일어나기 전 미군 훈련 과정에서 사망하여 고아가 된다. 이에 따라 미군 캠프에 비공식적으로 입양되었고 '버키'라는 이름으로 불렸다. 십대 시절부터 군복을 입으면서 군 생활에 완벽하게 적응한다. 그즈음 스티브 로저스를 리하이 강에서 만났고, 친구가 된다.
스티브 로저스가 캡틴 아메리카가 된 후에는 훈련을 거쳐 캡틴 아메리카의 파트너 자리에 배정받는다. 당시 15살의 어린 나이였음에도 그를 파트로에 임명시킨 것에 대해 미군은 그가 미국 젊은이 집단의 심볼이라는 점을 내세워 정당화 시킨다. 캡틴 아메리카와 함께 레드 스컬에 맞서 싸운 후 캡틴 아메리카도 버키를 그의 파트너로 받아들인다. 이 전투 이후에도 미국 안팎으로 나치와의 싸움을 함께한다.
제 2차 세계대전이 끝나갈 즈음 제모 남작이 비행체를 이용해 공중에서 타겟을 노려 미사일을 발사하려는 계획을 세운다. 이를 저지하기 위해 캡틴 아메리카와 버키가 출동하였다. 폭탄을 제거하는 과정에서 버키가 폭발에 휘말리게 되고, 캡틴 아메리카는 북대서양의 빙하에 불시착한다. 이 일련의 사건으로 인해 독자들은 버키가 죽었다고 믿게 된다.

### 윈터 솔저(Winter Soldier)
2005년에 마블은 new Captain America 시리즈(에드 브루베이커 작가)를 발매하면서 버키가 제 2차 세계대전 당시 죽지 않았음을 밝혔다. 폭발 사고 이후 버키는 왼쪽 팔을 잃었지만 죽지 않았으며, 캡틴 아메리카와 마찬가지로 빙하에 냉동된 상태로 살아 있었다. 이후 러시아 군대가 그를 발견하였고, 버키는 모스크바에서 깨어난다. 하지만 사고로 인한 뇌 손상 및 기억 상실 상태였다. 과학자들은 그의 왼쪽 팔에 인공 팔을 달았으며, 기술이 발전하면서 그의 팔도 점차 업그레이드 되었다. 이후 소련 암살자 집단 X에서 코드네임 '윈터 솔저'(러시아어: Зимний Солдат)로 재탄생한다. 이후 그는 잔혹하고 자비없는 암살자로 살인 임무에 충실한 삶을 살아간다.